# Corydalis gracilis
Corydalis gracilis là một loài thực vật có hoa trong họ Anh túc. Loài này được Ledeb. mô tả khoa học đầu tiên năm 1841.